# Mielenko (jezioro w Kartuzach)
Mielenko – jezioro położone na Pojezierzu Kaszubskim (powiat kartuski, województwo pomorskie) we wschodniej części obszaru miejskiego Kartuz wzdłuż ulicy Chmieleńskiej. Mielenko jest najmniejszym z czterech jezior kartuskich.
Powierzchnia całkowita: 9,5 ha.
W latach 2020 do 2023 na zlecenie władz miasta i z wykorzystanie środków unijnych, naukowcy z Katedry Inżynierii Ochrony Wód i Mikrobiologii Środowiskowej na Wydziale Geoinżynierii Uniwersytetu Warmińsko Mazurskiego przeprowadzili rekultywację czterech kartuskich jezior w tym jeziora Mielenko. W pierwszej kolejności zalecono władzom gminy aby odciąć dopływ ścieków sanitarnych i burzowych do zespołu czterech jezior kartuskich co nastąpiło w roku 2018. Następnie przeprowadzono rekultywację przy zastosowaniu dwóch metod. Metodą chemiczną przeprowadzono inaktywację fosforu z wykorzystaniem koagulantów, które związały fosfor z wody w nieszkodliwe związki i strąciły je na dno jeziora. Następnie zastosowano tez metody biologiczne, kształtowanie struktury ichtiofauny, wykorzystano ryby drapieżne, którymi zarybiono jeziora w celu ograniczenia populacji ryb żywiących się bentosem w tym fitoplanktonem produkującymi tlen. Rekultywacja jeziora Mielenko, została przeprowadzona w ramach unijnego projektu rekultywacji czterech kartuskich jezior za łączną kwotę ponad 60 mln zł.